# Nick Beggs

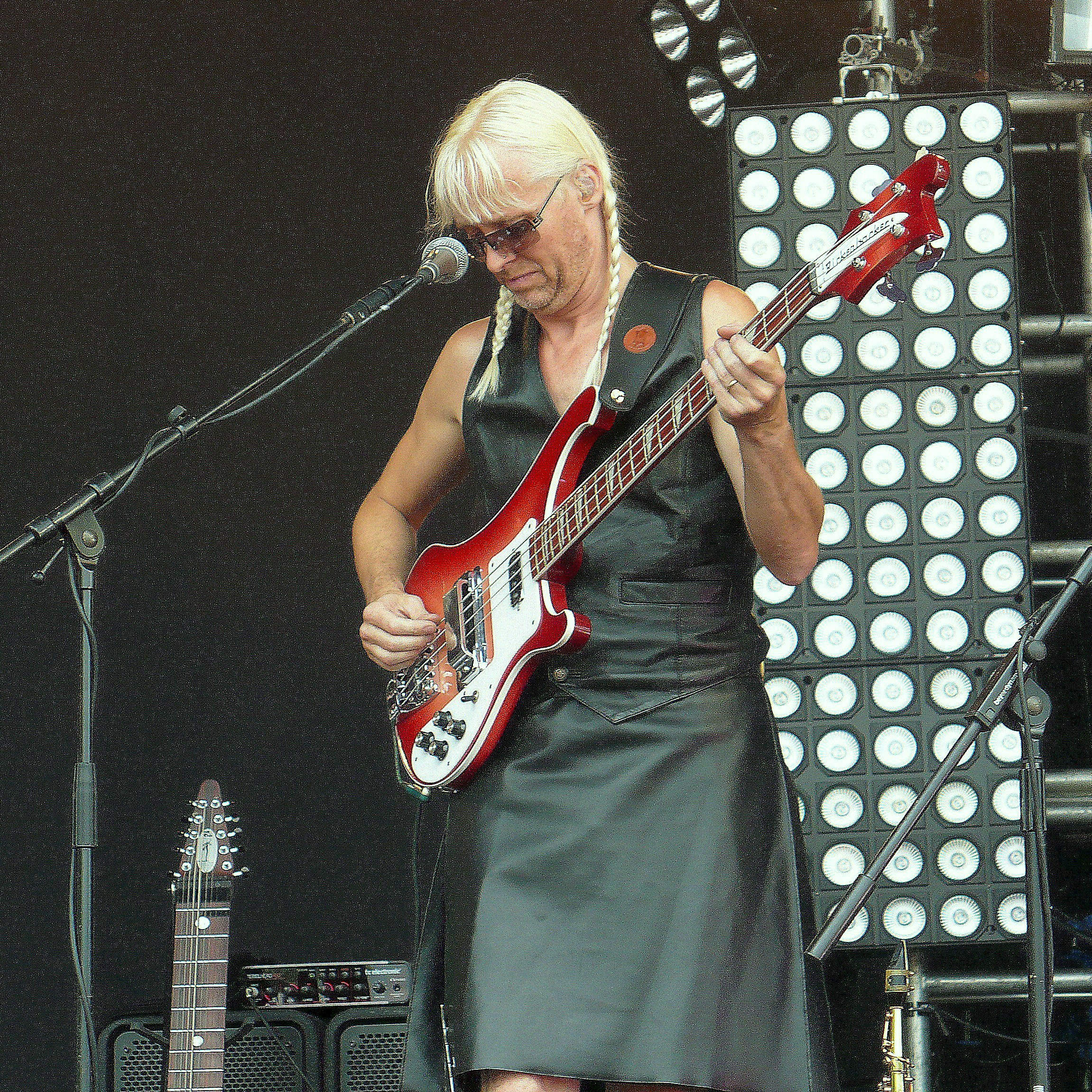
Nick Beggs (2010)

Nicholas Beggs (* 15. Dezember 1961 in Winslow) ist ein englischer Bassgitarrist, der auch als Chapman-Stick-Spieler bekannt ist. Er war u. a. Mitglied der Popgruppe Kajagoogoo und gründete die Progressive-Rock-Gruppe The Mute Gods. Seit 2021 ist er Teil der Band Trifecta.

## Leben
Beggs ist der Sohn von Herby und Joan Beggs. Er hat eine jüngere Schwester. Sein Vater verließ die Familie, seine Mutter verstarb 1979 an Krebs, sodass er sich anschließend um seine Schwester kümmerte. Er besuchte die Linslade Secondary School. Nach seinem Schulabschluss arbeitete er zunächst als Müllmann.
Seine erste Band Johnny and the Martians  gründete er im Alter von 10 Jahren gemeinsam mit zwei Freunden (Trompete und Akustikgitarre) und Beggs selbst am Schlagzeug. Nach dem Besuch der Kunstschule gründete er 1978 mit Steve Askew, Stuart Croxford Neale und Jez Strode die Band Art Nouveau. Chris Hamill (Limahl) trat 1981 der Band bei, die in Kajagoogoo umbenannt wurde. Die erste Single „Too Shy“ wurde im Januar 1983 veröffentlicht und erreichte den ersten Platz in den britischen Charts.
Zwischen 1985 und 1987 konzentrierte sich Beggs auf das Schreiben, gemeinsam mit verschiedenen anderen Songwritern, und gründete im März 1987 die Popgruppe Ellis, Beggs & Howard, die sich 1989 wieder trennte. 1990 schloss sich Beggs der progressiven Folk-Band Iona an und nahm mit ihr die zwei Alben „The Book of Kells“ und „Beyond These Shores“ auf.
Beggs arbeitete mit verschiedenen Künstlern und Bands zusammen, darunter u. a. Gary Numan, Alphaville, Belinda Carlisle, Emma Bunton (Album „Life in Mono“) und Led Zeppelin. 1996 begegnete er Howard Jones. Es entstand eine Freundschaft und Jones lud Beggs ein, als Teil seiner Band mit auf Tour zu gehen. Beggs arbeitete außerdem acht Monate lang als Künstler- und Repertoire-Manager für Phonogram Records.
Er veröffentlichte zwei Solo-Alben und eine EP: „Stick Insect“ (2002), „The Maverick Helmsman“ (2004), „Stick Enterprises“, „The Darkness Inside Mens Hearts“ sowie 2014 „Burning Shed“ – eine Zusammenstellung der Chapman-Stick-Solostücke aus seinen beiden früheren Alben mit 2 neu aufgenommenen Chapman Stick-basierten Songs.
Seit 2011 ist Beggs Mitglied von Steven Wilsons Band, er ist auf Wilsonss Alben „Grace For Drowning“, „The Raven That Refused to Sing“, „Hand.Cannot.Erase.“, „To the Bone“, „The Future Bites“ und der EP „41/2“ zu hören.
Im Februar 2013 veröffentlichte Beggs mit der Band Lifesigns, deren Mitglied er war, das Album „Lifesigns“.
Beggs war außerdem Mitglied der belgischen Band Fish On Friday, die Ende 2014 das Album „Godspeed“ veröffentlichte, und war ebenfalls an John Mitchells „Lonely Robot“ beteiligt (Album „Please Come Home“ 2015 bei Spectral Mornings).
Beggs spielt seit 2014 in seiner Band The Mute Gods, gemeinsam mit Marco Minnemann und Roger King. Ihr erstes Album wurde im Januar 2016 unter dem Titel „Do Nothing Until You Hear from Me“ veröffentlicht. Mit dem Lied Father Daughter enthält das Album ein Duett mit seiner Tochter Lula. Im Februar 2017 folgte das zweite Album „Tardigrades Will Inherit The Earth“. Im März 2019 erschien bei InsideOut Records das dritte Album Atheists and Believers. In dem Lied One Day hat Alex Lifeson einen Gastauftritt.
Beggs wirkte bei verschiedenen Gitarrenpublikationen mit und ist Mitarbeiter des Bass Guitar Magazine. Er ist auch Schirmherr der in London ansässigen Gitarren- und Bassschule Guitar-X.
Seit 2021 ist er Teil des Bandprojekts Trifecta ist ein Bandprojekt, das aus drei Musikern der zeitgenössischen Musikszene besteht: Nick Beggs, Keyboarder Adam Holzman und Schlagzeuger Craig Blundell. Die drei Musiker lernten sich als Tourmusiker in der Band von Steven Wilson kennen. Während ihrer gemeinsamen Zeit in dieser Formation arbeiteten sie nebenbei an eigenen musikalischen Ideen. Dies führte schließlich zur Gründung von Trifecta, wobei das erste Album der Band bereits im Sommer 2021 erschien. Trifectas Musik wird oft als surrealistisch und progressiv beschrieben, was sich auch im Titel ihres Debütalbums Fragments widerspiegelt. Die Band vereint die individuellen Stärken ihrer Mitglieder und schafft damit einen einzigartigen Sound im Bereich des zeitgenössischen Progressive Rock. 2024 veröffentlichten Trifecta ihr zweites Album The New Normal. Neben seiner Funktion als Bassist und Sänger trägt Beggs auch als Songwriter maßgeblich zum kreativen Prozess der Band bei.

## Privates
Beggs erste Ehe, aus der eine Tochter stammt, wurde 1994 geschieden. Mit seiner zweiten Frau, die drei Kinder mit in die Ehe brachte, hat er eine weitere Tochter.